# Filostrat, syn Werusa
Filostrat, syn Werusa  albo Filostrat I (gr.: Φιλόστρατος του Βήρου, Filostratos tou Wērou) – retor i pisarz grecki, urodzony za panowania cesarza Nerona (54-68), autor dialogu Neron.

## Postać
Pierwszą wzmiankę o Filostracie, synu Werusa, podaje pochodząca z X wieku, bizantyńska encyklopedia, Księga Suda. Przedstawia ona wyniki badań uczonych bizantyńskich i tradycje dotyczące szeregu pism greckich z I-III wieku, zachowanych pod imieniem Filostrata. Według autora Księgi Suda pisma pochodzą od trzech autorów, wywodzących się z Lemnos i wzajemnie ze sobą spokrewnionych. Filostrat, syn Werusa był najstarszym z nich, urodzonym na Lemnos za panowania cesarza Nerona. Działał w Atenach. Suidas uważa go za ojca drugiego, najsławniejszego z Filostratów. Przyznaje mu autorstwo licznych panegiryków, czterech mów eleuzyńskich, ćwiczeń retorycznych, Tematów retorycznych, O nazwie (do sofisty Antypatra), Trzech ksiąg tragedii, O sporcie, O szlachetnych kamieniach, Proteusa, Psa albo Sofisty, Nerona, Widza, 43 mów tragicznych i innych pism, wśród nich Życia na wzór Pitagorasa. Podane przez bizantyńskiego autora zestawienie obok pism znanych w epoce nowożytnej, wymienia tytuły zupełnie nieznane, przypisywane obecnie innym autorom, bądź takie, które nasuwają wątpliwości czy są tytułami, czy tylko nazwami gatunkowymi. Spośród wymienionych utworów do korpusu zachowanych pism filostratejskich należą dzisiaj jedynie: Neron i O sporcie. Na podstawie wzmianki o 43 mowach tragicznych u Suidasa, T. Sinko zalicza Filostrata, syna Werusa do dramatopisarzy greckich I wieku, przypisując mu oprócz 43 tragedii, autorstwo 14 komedii.
Wraz z wydaniem pierwszych pism Filostratowych na początku XVII wieku rozpoczęły się nowożytne badania nad spuścizną Filostratów. Szły one w dwóch kierunkach: nowego rozdzielenia utworów na podstawie wzmianek autobiograficznych i analizy stylistycznej i językowej oraz poprawienia nieścisłości zawartych w Księdze Suda. Podstawowa niezgodność, gdy idzie o syna Werusa, dotyczyła chronologii: jeśli urodził się on za cesarza Nerona (54-68 po Chr.), jego syn nie mógł żyć za Sewerów (przełom II i III wieku). Wyniki badań kilku pokoleń uczonych zebrał pod koniec XIX wieku Joannes Fertig. Fertig przyjął za Księgą Suda, że pierwszy z Filostratów urodził się rzeczywiście za Nerona, miał jednak córkę, o której Suidas nie wspomina. Jej synem był urodzony około 170 roku Filostrat II. Fertig przypisuje Filostratowi I autorstwo Nerona, Filostratowi II przekazując rozprawkę O sporcie.
Dalszy rozwój badań doprowadził do jeszcze poważniejszego ograniczenia spuścizny Filostrata I. W latach 40. XX wieku Friedrich Solmsen, przyjmując jego istnienie, przypisał Filostratowi II również autorstwo Nerona. Najbardziej skrajne stanowisko zajął w pod koniec XX wieku Ludo de Lannoy, który zaproponował, by fragment tekstu Księgi Suda, dotyczący Filostrata II: Filostrat, syn Filostrata, syna Werusa, lemnijskiego sofisty, który był drugim sofistą odczytać jako: Filostrat, syn Filostrata, zwanego też Werusem i przyjąć tym samym, że Filostrat I w ogóle nie istniał a poświęcony mu przypis 422 Księgi Suda jest wynikiem deformacji tekstu odnoszącego się w rzeczywistości do Filostrata II. Niezależnie od stanowiska Solmsena i de Lannoya, część uczonych nadal broni istnienia Filostrata I i faktu napisania przez niego dialogu Neron.

## Zachowana twórczość
Przypisywany Filostratowi, synowi Werusa krótki dialog Neron przedstawia Neronowe plany przekopania Przesmyku Korynckiego. Drugi z utworów przyznawany mu przez Suidasa, dzisiaj raczej zaliczany do spuścizny Flawiusza Filostrata (Filostrata II), O sporcie w całości został odnaleziony dopiero w XIX wieku. Składa się on z dwóch części, pierwsza poświęcona jest wartości sportu, druga omawia przymioty dobrego trenera.